# Неуловимый (фильм, 2005)
«Неуловимый» (в оригинале — «Энтони Циммер», фр. Anthony Zimmer) — французский художественный фильм 2005 года.
Дата выхода — 27 апреля 2005.
В 2010 года вышел американский фильм «Турист» — ремейк фильма «Неуловимый».

## Сюжет
Энтони Циммер — гений преступного мира. Он разрабатывает схемы для отмывания десятков миллионов евро мафии. Его разыскивает полиция, при этом — клиенты из мафии хотят его убить до того, как он будет пойман. Но он сменил свою внешность и голос дорогостоящей операцией так, что его теперь никто не узнает. Единственная возможность выйти на него — женщина, с которой он обязательно попытается встретиться.

## В ролях
| Актёр               | Роль                                     |
| ------------------- | ---------------------------------------- |
| Иван Атталь         | Франсуа Тайяндье                         |
| Сами Фрей           | Акерман                                  |
| Жиль Лелуш          | Мёллер                                   |
| Софи Марсо          | Кьяра Манзони                            |
| Даниэль Ольбрыхский | Нассаев                                  |
| Самир Гесми         | Дрисс                                    |
| Жан-Поль Рув        | агент полиции в службе по разминированию |

## Восприятие
Издание Lexikon des internationalen Films отмечает, что «добротно сделанный триллер» рассказывает «историю заговора в духе Хичкока» и предлагает «захватывающее развлечение».
Журнал TV Spielfilm пишет, что «элегантный триллер в стиле Хичкока» — это «легкая игра в путаницу под южным французским солнцем, за которой интересно наблюдать».